# Roseland (New Jersey)
Roseland ist ein Ort im Essex County, New Jersey, USA. Das U.S. Census Bureau ermittelte bei der Volkszählung 2020 eine Einwohnerzahl von 6299.

## Geographie
Nach dem United States Census Bureau hat Roseland eine Gesamtfläche von 9,4 km², wobei keine Wasserflächen mit einberechnet sind.

## Demographie
Nach der Volkszählung von 2000 gibt es 5.298 Menschen, 2.142 Haushalte und 1.525 Familien im Ort. Die Bevölkerungsdichte beträgt 565,1 Einwohner pro km². 93,43 % der Bevölkerung sind Weiße, 0,72 % Afroamerikaner, 0,04 % amerikanische Ureinwohner, 4,72 % Asiaten, 0,00 % pazifische Insulaner, 0,43 % anderer Herkunft und 0,66 % Mischlinge. 2,28 % sind Latinos unterschiedlicher Abstammung.
Von den 2.142 Haushalten haben 26,2 % Kinder unter 18 Jahre. 60,8 % davon sind verheiratete, zusammenlebende Paare, 7,9 % sind alleinerziehende Mütter, 28,8 % sind keine Familien, 25,7 % bestehen aus Singlehaushalten und in 13,4 % Menschen sind älter als 65. Die Durchschnittshaushaltsgröße beträgt 2,47, die Durchschnittsfamiliengröße 2,99.
20,6 % der Bevölkerung sind unter 18 Jahre alt, 4,2 % zwischen 18 und 24, 26,3 % zwischen 25 und 44, 29,2 % zwischen 45 und 64, 19,7 % älter als 65. Das Durchschnittsalter beträgt 44 Jahre. Das Verhältnis Frauen zu Männer beträgt 100:85,9, für Menschen älter als 18 Jahre beträgt das Verhältnis 100:82,6.
Das jährliche Durchschnittseinkommen der Haushalte beträgt 82.499 USD, das Durchschnittseinkommen der Familien 93.957 USD. Männer haben ein Durchschnittseinkommen von 61.049 USD, Frauen 41.688 USD. Der Prokopfeinkommen der Stadt beträgt 41.415 USD. 1,7 % der Bevölkerung und 0,0 % der Familien leben unterhalb der Armutsgrenze, davon sind 0,0 % Kinder oder Jugendliche jünger als 18 Jahre und 2,7 % der Menschen sind älter als 65.

## Söhne und Töchter des Ortes
- Peter DePaolo (1898–1980), Automobilrennfahrer